# Sky México
Sky (siendo su nombre legal Innova, S. de R.L. de C.V.) es una compañía que opera un servicio de televisión por suscripción satelital en México, Centroamérica, República Dominicana y Panamá. Produce contenido de televisión y se encarga de la producción en varios canales de televisión. Es uno de los principales proveedores de televisión de paga en México y Centroamérica y es propiedad de Grupo Televisa.

## Historia

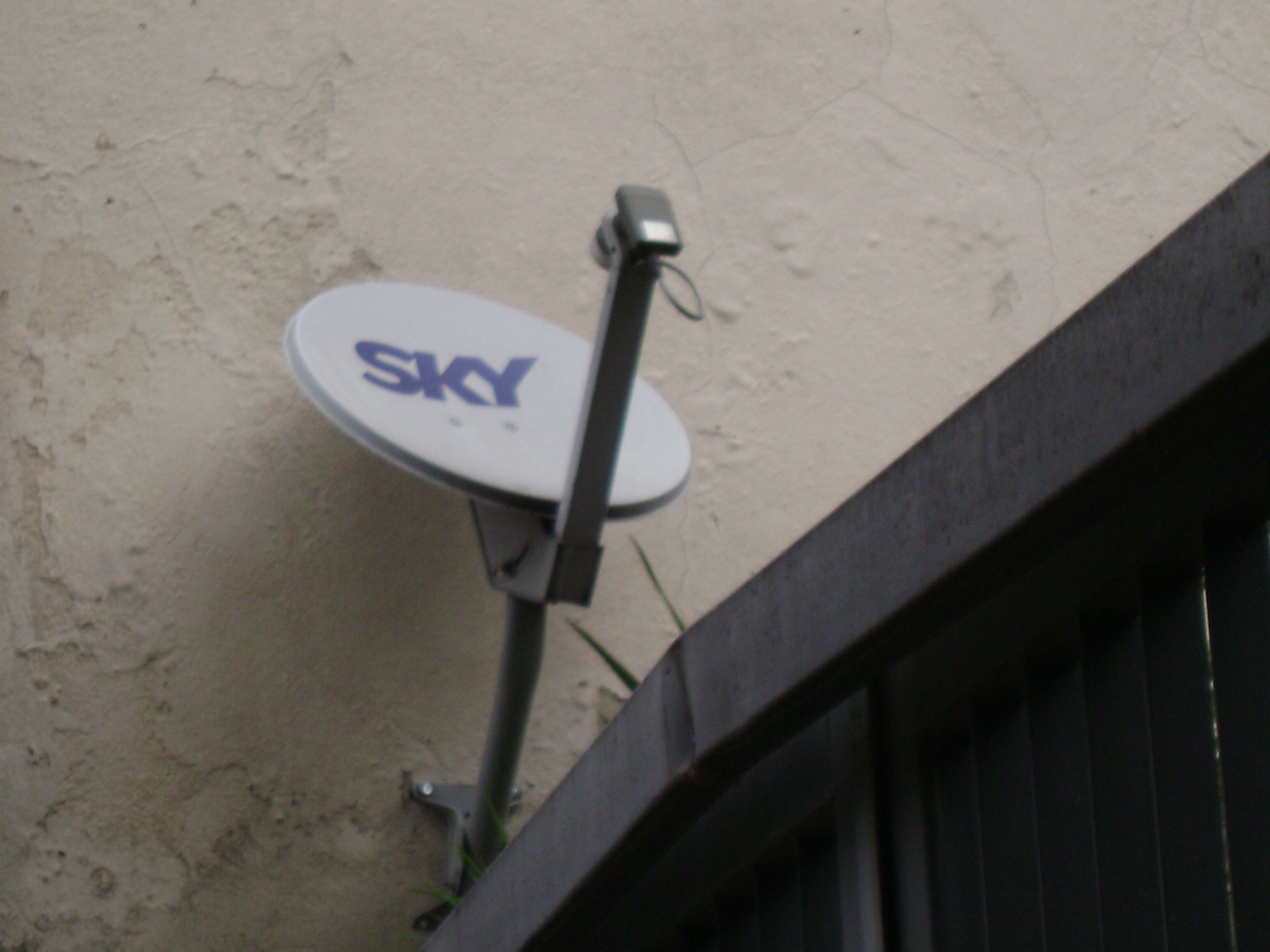
Nueva antena parabólica gris en tamaño menor, característica del Sistema Sky México.

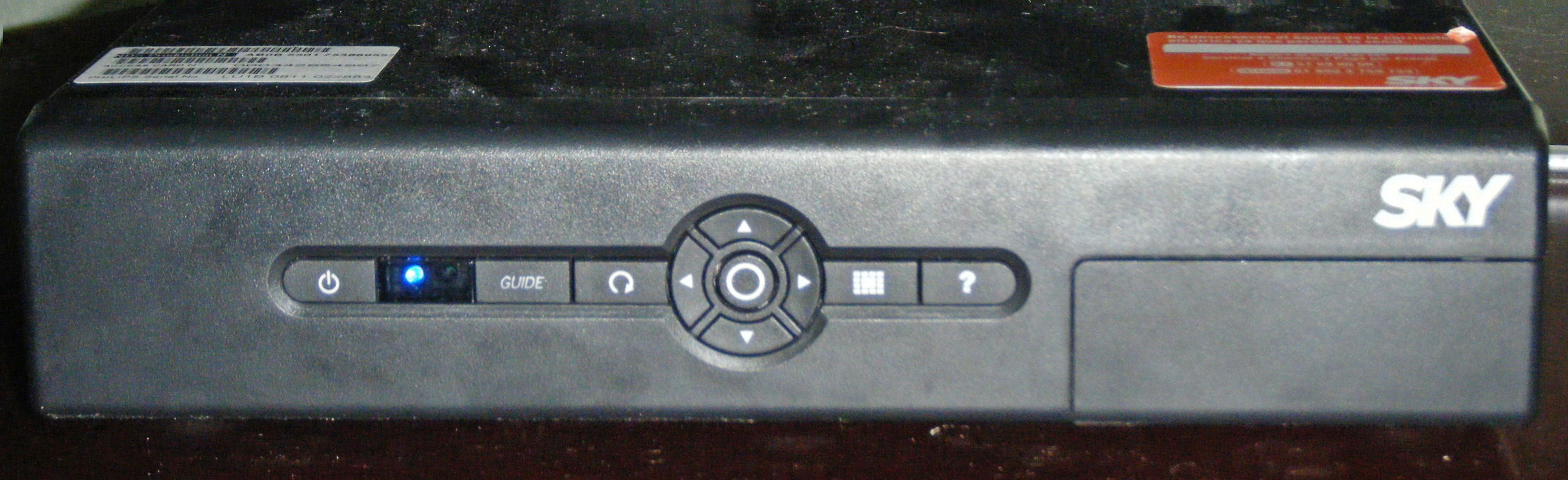
Decodificador de Sky Latinoamérica.

El 25 de julio de 1996, se funda la empresa mediante una empresa conjunta entre News Corporation, Liberty Media, y Grupo Televisa.
En 2002, debido al contrato de exclusividad de emisión de los partidos de la Copa Mundial de Fútbol de 2002 por parte de DirecTV en México, Sky pierde los derechos para la transmisión del Mundial. En 2004, DirecTV finaliza operaciones en México al declararse en bancarrota debido a la poca variedad de canales que poseía en su grilla, la carencia de canales de señal abierta propiedad de Televisa y a la pérdida de los derechos de emisión de los próximos partidos del Mundial FIFA, además de la caída en picada en número de clientes tras finalizar el Mundial de Fútbol de 2002. En ese mismo año, DirecTV se fusiona con Sky y esta última adquiere la exclusividad de los partidos de todas las futuras Copas del Mundo.
A mediados de 2007, The DirecTV Group Inc., a través de Sky México, se expande a Centroamérica, República Dominicana y Panamá, regiones en donde se incluyen los canales de televisión abierta mexicanos como parte de la oferta de la proveedora. En 2008, el operador Dish México retira sus canales de parrilla de Sky y de la mayoría de otros operadores afiliados a Grupo Televisa por un conflicto comercial con respecto a la emisión de los canales de televisión abierta.
En 2009, comienza la oferta del servicio de prepago a bajo costo a través de la marca VETV por Sky. Además, se comienza a utilizar la marca MiSky para ofrecer paquetes modulares de canales. En 2010, empieza a ofrecer canales en alta definición en su parrilla de programación. En octubre de 2011, desaparece la marca MiSky, quedando la marca VETV por Sky como la opción prepago y bajo costo. En abril de 2012, comienza la oferta del servicio de internet por medio de la red de fibra óptica de Cablevisión bajo la marca Blue-to-Go. En 2013, comienza la oferta del servicio de TV Everywhere, bajo la marca Blue-to-Go Video Everywhere. A mediados de 2015, Sky lanza al espacio su propio satélite, Sky México 1, el cual se posiciona a 78°G. De esta manera, el operador satelital podrá ofrecer nuevos servicios en HD a finales del mismo año. El 22 de marzo de 2016, se actualiza el logotipo, concordando con aquel de la matriz británica de la franquicia BSkyB. En su página de internet, lleva la nueva tipografía de color blanco, y un fondo azul. En televisión el logotipo es de color azul y se parece mucho al de la versión británica fundada desde mediados de 1990. Este nuevo logotipo reemplazó al anterior después de 13 años, el cual era el de la versión brasileña, al igual que ocurrió con el de la versión italiana después de 6 años.
En 2018, la proveedora Sky lanza el ISP Blue Telecomm, el cual ofrece conexión a internet con cobertura en todo el país con paquetes doble play. Sin embargo, este servicio no es independiente de Sky y por tal motivo se facturan juntos. Esto fue posible gracias a una alianza con AT&T, para usar su red 4G LTE.
El 4 de septiembre de 2022, Sky deja de comercializar su servicio VETV, el cual estaba enfocado en ser sistema prepago para las zonas menos accesibles de su sistema pospago, en su lugar, se implementa la oferta de SkyPrepago, sin modificaciones con respecto a la oferta anterior, y utilizando las mismas antenas receptoras tanto para prepago como para pospago.
El 4 de abril de 2024 se anunció que Grupo Televisa había adquirido la participación que tenía AT&T México en Sky México, tomando así el control total de la compañía el 10 de junio, confirmando tener planes de fusionar Sky con su empresa hermana de telecomunicaciones izzi.Dicha fusión empezó paulatinamente con la inclusión de eventos deportivos exclusivos de Sky Sports en Izzi como la Eurocopa 2024 y posteriormente el añadido de dichos canales en Izzi, realizado el 15 de agosto de 2024.

## Servicios

### BlueTelecomm
A partir de 2017, Sky México comenzó a ofrecer servicios ISP con cobertura en todo el país contando con paquetes de televisión (VeTV o Sky) con Internet. Para 2019, ofrece sus servicios de dos maneras: internet alámbrico e inalámbrico. En el modo alámbrico, el usuario recibe el servicio desde la postería de Telmex, mientras que en su modo inalámbrico, la operadora provee su servicio bajo la red 4G LTE de AT&T con velocidades de 5 o 10 mbps, con un límite de 100 Gb que, si se agota, la velocidad baja de 0.5 mbps y se tiene que adiquirir GB adicionales con un costo adicioanal para que la velocidad suba de acuerdo a la velocidad contratada por el usuario.

### Canales interactivos
Sky México comenzó a incluir en su grilla de canales, canales denominados como "interactivos", los cuales le permiten al suscriptor consultar información tal como el pronóstico del tiempo, información sobre programas de TV, consejos para el mejor uso del equipo, información sobre torneos y partidos de futbol, juegos interactivos, etc. Todos estos canales eran accesibles mediante el canal 669/670 denominado como "Portal Interactive".

## Sky Sports México
Es un grupo de canales exclusivos de Sky dedicado a la difusión de eventos deportivos. Retransmite las ligas europeas, de México y del mundo, así como de otros eventos como la NBA, MLB, NFL,LMP, entre otros. Además, ofrece canales de eventos pago por visión donde se retransmite partidos de las mejores ligas del mundo de fútbol.
En diciembre de 2020, Sky anunció el lanzamiento del paquete Sky Sports con la intención de ser complemento del entretenimiento que ofrecen otros sistemas de TV de pago (ya sea cable o satelital), o bien de las plataformas de streaming utilizadas para ver series, películas o documentales. El paquete incluye todos los eventos y torneos deportivos exclusivos de Sky (para México) disponibles como prepago.